# Орден Максимилиана «За достижения в науке и искусстве» (Бавария)
Орден Максимилиана «За достижения в науке и искусстве» (нем. Bayerischer Maximiliansorden für Wissenschaft und Kunst) — баварский орден за заслуги в области наук и искусств.

## История
Баварский орден Максимилиана, называвшийся также баварской Нобелевской премией, был учреждён по указу короля Баварии Максимилиана ІІ 28 ноября 1853 года. 
С началом правления в Германии национал-социалистов, то есть с 1933 года, орденом более не награждали. Только в 1980 году, по инициативе премьер-министра Баварии Франца Йозефа Штрауса, орден был возрождён, и с 1981 года его вновь ввели для отличия за выдающийся вклад в различные области науки и культуры. Орден имеет 2 разновидности — для деятелей науки и для деятелей искусства. В XIX и в начале XX века орденом Максимилиана награждал король Баварии, после 1981 года — премьер-министр Баварии. Всего с 1853 по 2012 было произведено 535 награждений. Орден существующий, награждения продолжаются.

## Описание ордена
Орденский знак представляет собой покрытый синей эмалью готский крест с белой каймой и 4 лучами по углам, окружённый белым с золотом кольцом. На вершине креста находится корона, на одной из крестовин — дата основания: 28.11.1853.
Орденская лента — тёмно-синяя с белыми полями по краям.

## Награждённые орденом (неполный список)

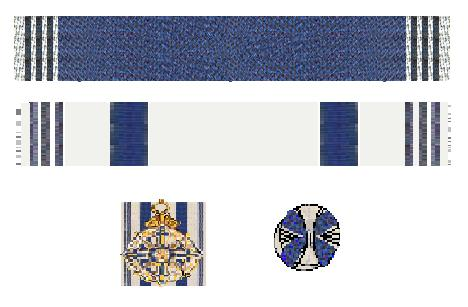
Ленты и атрибуты ордена 1918 года и 1980 года

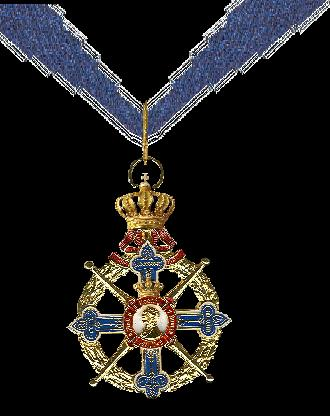
Знаки ордена до 1918 года

в области науки:
- Александр фон Гумбольдт (1853)
- Карл Фридрих Гаусс (1853)
- Кристиан Август Брандис (1854)
- Герман Гельмгольц (1867)
- Конрад фон Маурер
- Теодор Моммзен (1871)
- Феликс Клейн (1899)
- Рихард Вильштеттер (1925)
- Арнольд Зоммерфельд (1932)
- Вальтер фон Дик (1934)
- Голо Манн (1981)
- Раймар Люст (1984)
- Курт Магнус (1986)
- Бенедикт XVI (1996)
- Берт Холлдоблер (2003)

в области искусства:
- Якоб Гримм (1853)
- Йозеф фон Эйхендорф (1853)
- Эдуард Мёрике (1862)
- Адольф фон Вильбрандт (1884)
- Конрад Мейер (1888)
- Фриц фон Уде (1902)
- Пауль Хейзе (1871)
- Адольф фон Гильдебранд (1904)
- Арнольд Бёклин (1890 ?).
- Гуго фон Габерман (1909)
- Герхарт Гауптман (1911)
- Фриц Эрлер (1928)
- Хайнц Рюман (1981)
- Карл Орф (1981)
- Ханс Хартунг (1984)
- Эрнст Юнгер (1986)
- Рупрехт Гейгер (1993)
- Бригитта Фассбендер (1995)
- Мартин Вальзер (1996)